# We Shall Fight on the Beaches

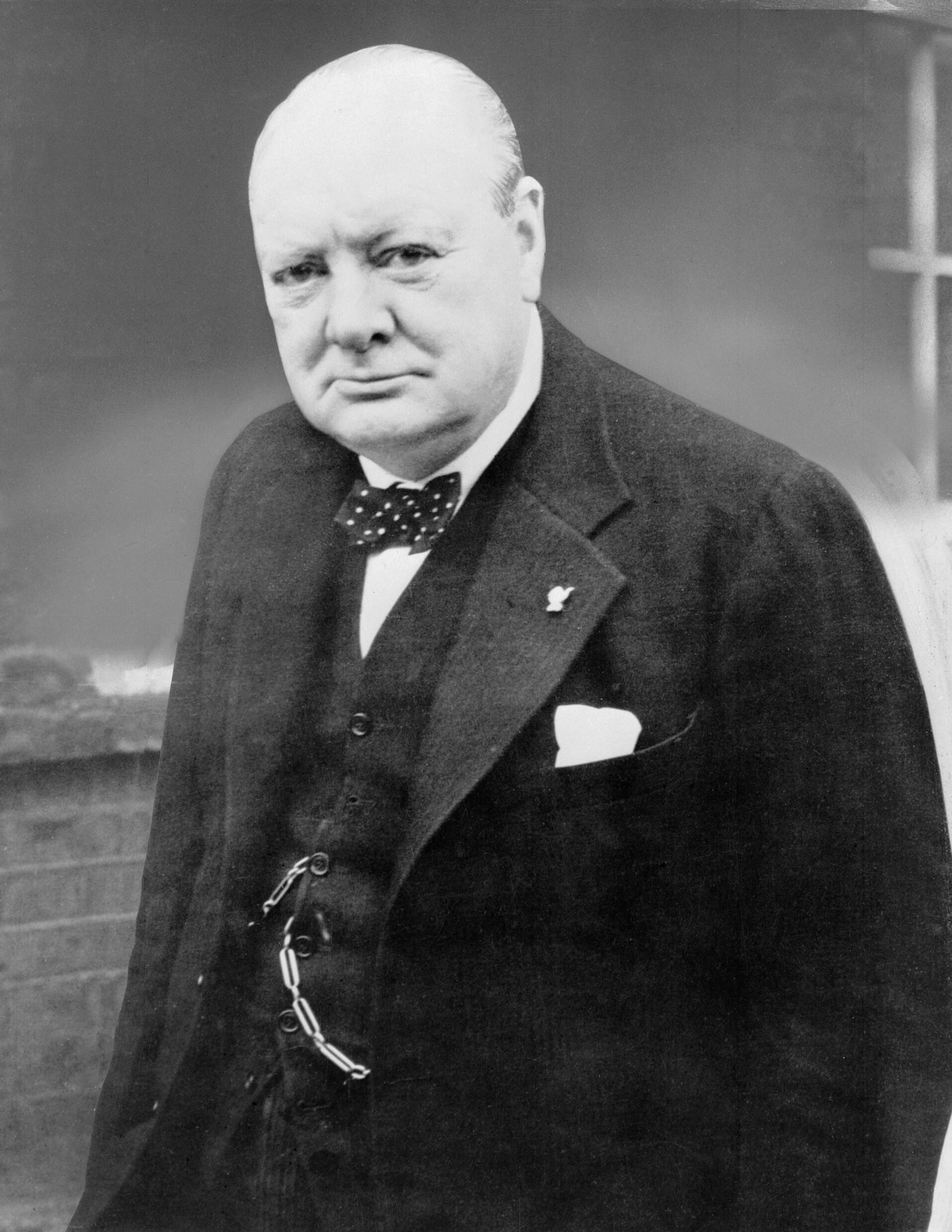
Winston Churchill

Mit We Shall Fight on the Beaches („Wir werden an den Stränden kämpfen“) wird eine Rede des britischen Premierministers Winston Churchill bezeichnet, die dieser am 4. Juni 1940 vor dem britischen Unterhaus hielt.

## Historischer Kontext
Die Rede gehört zu den großen Ansprachen Churchills während der deutschen Offensive gegen Frankreich im Frühjahr 1940 und der Luftschlacht um England im Sommer desselben Jahres – neben „Blood, Toil, Tears, and Sweat“ („Blut, Mühsal, Tränen und Schweiß“) vom 13. Mai, „This Was Their Finest Hour“ („Dies war ihre größte Stunde“) vom 18. Juni sowie „Never was so much owed by so many to so few“ („Niemals zuvor hatten so viele so wenigen so viel zu verdanken“) vom 20. August. Sie war gleichermaßen an das Parlament und die Bevölkerung Großbritanniens gerichtet wie an die Außenwelt und wurde zu einer der bekanntesten Reden, die Churchill überhaupt während des Zweiten Weltkriegs gehalten hat.
Er formulierte sie nur wenige Wochen nach seinem Amtsantritt am 10. Mai desselben Jahres vor dem Hintergrund der prekären Kriegslage des Vereinigten Königreiches, nach der Evakuierung der britischen Expeditionsstreitkräfte aus Dünkirchen. „We shall fight on the beaches“ diente vor allem der Stärkung des Widerstands- und Selbstbehauptungswillens der britischen Bevölkerung im Kampf gegen das nationalsozialistische Deutschland. Churchill knüpfte darin an seine Regierungserklärung vom 13. Mai an, in der er erklärt hatte, sein einziges Ziel sei „Sieg, Sieg um jeden Preis“. In unzweideutiger Rhetorik erteilte er allen defätistischen Neigungen im Inland eine Absage, ebenso wie etwaigen Hoffnungen oder Befürchtungen wegen britischer Kapitulationsneigungen im feindlichen und befreundeten Ausland. Insbesondere lehnte er einen Verständigungsfrieden mit Hitler-Deutschland ab.
Ihren Namen verdankt die Rede einem zentralen Passus, in dem Churchill in beschwörendem Ton eine Erklärung an die Briten und die Außenwelt abgab:

„We shall go on to the end, we shall fight in France, we shall fight on the seas and oceans, we shall fight with growing confidence and growing strength in the air, we shall defend our island, whatever the cost may be, we shall fight on the beaches, we shall fight on the landing grounds, we shall fight in the fields and in the streets, we shall fight in the hills; we shall never surrender.“

„Wir werden ausharren, wir werden in Frankreich kämpfen, wir werden auf den Meeren und Ozeanen kämpfen, wir werden mit wachsender Zuversicht und zunehmender Stärke in der Luft kämpfen, wir werden unsere Insel verteidigen, was immer es uns auch kosten möge, wir werden an den Dünen kämpfen, wir werden auf den Landungsplätzen kämpfen, wir werden auf den Feldern und in den Straßen kämpfen, wir werden auf den Hügeln kämpfen, wir werden uns niemals ergeben.“

Besonders hervorzunehmen ist bei der Rede, dass Winston Churchill vor allem ‚einfache‘ Wörter benutzt hat. Im gesamten Passus gibt es nur wenige der breiten britischen Bevölkerung allgemein bekannte Fremdwörter wie „confidence“ (Zuversicht), „defend“ (verteidigen) und „surrender“ (aufgeben). Gerade die Benutzung vieler angelsächsischer Erbwörter entsprach einer einfachen, unmissverständlichen und volksnahen Sprache, welche es Winston Churchill ermöglichte, eine breite Bevölkerungsschicht anzusprechen und auf die Weiterführung des Krieges einzuschwören. Mit dieser Rede konnte Churchill klarstellen, dass der innere Verteidigungswille der Briten völlig losgelöst sei von der tatsächlichen oder vermeintlichen Hoffnungslosigkeit ihrer äußeren Situation und den Fortschritten des Gegners. Denn seine Aufzählung nimmt weitere, sich steigernde Erfolge des Kriegsgegners vorweg, insbesondere eine mögliche Invasion Großbritanniens durch deutsche Truppen. In einer antagonistischen Überhöhung wendet er diese möglichen Erfolge aber gegen die Invasoren, indem er verdeutlicht, dass jeder ihrer Erfolge und jede britische Niederlage nur zu noch größerer Entschlossenheit führen werde.
Churchill beendete seine Rede mit der Hoffnung, dass sich zum britischen Widerstandswillen die Neue Welt gesellt, die Vereinigten Staaten mithin Schritte unternehmen würden, die alte Welt, Europa, zu retten und zu befreien. Unmittelbar nach der Rede setzte er sich hin und flüsterte einem Parteikollegen zu „And we’ll fight them with the butt ends of broken beer bottles because that’s bloody well all we’ve got!“ (Und wir werden sie mit den Enden zerbrochener Bierflaschen bekämpfen, denn das ist verdammt noch mal alles, was wir haben!) Danach erhob er sich wieder, um die stehenden Ovationen des Parlaments entgegenzunehmen.
Das Vorbild der Rede war vermutlich eine Ansprache des französischen Premierministers Georges Clemenceau während des Ersten Weltkriegs. Clemenceau hatte im Juni 1918 im französischen Parlament gesagt:

„Ich werde vor Paris kämpfen, ich werde in Paris kämpfen, ich werde hinter Paris kämpfen.“

Auf Churchill, der damals als britischer Minister of Munitions Frankreich besucht und der Rede beigewohnt hatte, übten diese Worte nachhaltigen Eindruck aus. Gemeinsam ist beiden Reden die Betonung des unbedingten Kampfeswillens durch rhetorische Akkumulationen ähnlicher Aussagen.
Der Autor Alan Moorehead, der die Wirkung der Churchill'schen Reden 1940 unmittelbar miterlebt hatte, kommentierte ihre Wirkung und Bedeutung für die Entwicklung des Krieges wie folgt:

„Es war der gefährlichste Augenblick in der Geschichte des Landes, aber seit Shakespeares Tagen hatte man solche dramatischen, zu Herzen gehenden Worte in England kaum mehr vernommen, und tatsächlich waren sie in den Jahren die folgten, in jeder Demokratie in aller Mund und haben vielleicht ebenso sehr zu Hitlers Sturz beigetragen, wie jede andere Waffe. Unter einem solchen Führer gab es keine Alternative, niemand wünschte etwas anderes, als den Kampf fortzusetzen.“

## Nachwirkung
Die Rede gilt bis heute als ein Glanzstück politischer Rhetorik. Insbesondere in Großbritannien sind einige ihrer Passagen noch heute äußerst populär. Sie sind als feste Redewendungen in den englischen Wortschatz und in das rhetorische Repertoire der anspruchsvollen Konversation wie des Smalltalks eingegangen. Ihre unmittelbare Wirkung drückte sich unter anderem darin aus, dass sie 1942 in eine Szene des James-Cagney-Films Helden der Lüfte eingefügt wurde: Er handelt von kanadischen Kriegsfreiwilligen, die durch Churchills glanzvolle Rede („Wer könnte sich von diesem Aufruf nicht angesprochen fühlen?“) animiert werden, sich bei der Royal Air Force zu melden.
Anlässlich des russischen Überfalls auf sein Heimatland hielt der ukrainische Präsident Wolodymyr Selenskyj am 8. März 2022 vor dem britischen Unterhaus eine per Video übertragene Rede, in der er auf Churchills Worte Bezug nahm.
Auch in der Musik sind mehrfach Redeausschnitte, teilweise mit Abwandlungen des Originals, verwendet worden:
- Supertramp im Lied Fool's Overture
- als Live-Intro zu Aces High der Heavy-Metal-Band Iron Maiden
- The Great Seal und NSK der Gruppe Laibach
- Warbeat von der Band Bassline Boys
- Mr. Churchill Says von den Kinks
- Armageddon Days Are Here (Again) von The The
- Bedtime Story von Tony Carey

Filme:
- Dunkirk[3]
- Darkest Hour[4] (dort hält Gary Oldman in seiner Rolle als Winston Churchill in der finalen Szene die Rede)